# Klods-Hans
 For alternative betydninger, se Klods-Hans (flertydig). (Se også artikler, som begynder med Klods-Hans)
Klods-Hans er et eventyr af H.C. Andersen fra 1855.
Eventyret havde oprindeligt undertitlen En Ammestue Historie, men den blev senere strøget og blev til "En gammel Historie fortalt igen".
Manu Sareen udgav i 2011 en fri gendigtning af eventyret under titlen Klods-Hassan.

## Eksterne link
- Faksimile Arkiveret 4. januar 2014 hos  Wayback Machine